# Гвианская белка
Гвианская белка (лат. Sciurus aestuans) — вид грызунов рода Белки.

## Ареал и местообитание
Гвианская белка — эндемик Южной Америки. Встречается на северо-востоке Аргентины, в Бразилии, Гайане, Французской Гвиане, Суринаме и Венесуэле. Живут в различных лесах, а также городских парках.

## Биологическое описание
Средняя длина тела — 20 см, хвоста — 18,3 см. Среднее значение массы — 180 г. Мех тёмно-коричневый.

## Питание
Питается главным образом фруктами и орехами, но они также могут воровать яйца и птенцов.

## Охрана
В данный момент численность вида опасений не вызывает, однако его ареал сокращается из-за вырубки лесов.

## Подвиды
Данный вид подразделяют на следующие подвиды:
- S. a. aestuans
- S. a. alphonsei
- S. a. garbei
- S. a. georgihernandezi
- S. a. henseli
- S. a. ingrami
- S. a. macconnelli
- S. a. poaiae
- S. a. quelchii
- S. a. venustus